# Lepidium didymum
Lepidium didymum, comúnmente llamado mastuerzo, es una especie cosmopolita de planta con flores de la familia Brassicaceae.

## Descripción
Lepidium didymum es una hierba con un ciclo de vida anual o bienal  con tallos decumbentes, es decir que tiene los tallos rastreros tendidos sobre el suelo, o ascendentes. Sus glabros son de color verde, con un largo de hasta 40 centímetros (15,7 plg) y que se irradia desde una posición central. Las hojas son pinnadas y alternas, y pueden alcanzar una longitud de 5 cm (2 plg).
Florece entre julio y septiembre. Sus flores pasan desapercibidas, siendo así que sus cuatro pétalos blancos sean muy cortos o ausentes,  los estambres y los frutos consisten en dos valvas redondeadas muescas en el ápice. También son rugosos y contienen semillas de color naranja o marrón rojizo de aproximadamente 1–5 mm de largo.

## Taxonomía
Fue descrito y publicado por primera vez por el botánico sueco Carl Linnaeus en 'Mant. pl.' (Mantissa Plantarum) en la página 92 en 1767.
El nombre científico didymum, viene de la palabra griega δίδυμα para 'gemelo' o 'en parejas',  refiriéndose a la cápsula de la semilla.

## Distribución
Lepidium didymum es de origen desconocido, pero a menudo se cita como nativo de América del Sur, principalmente Argentina, Bolivia, Brasil, Chile, Paraguay, Perú, Uruguay y Venezuela .  Se ha introducido en otros lugares como maleza de cultivo. Se ha naturalizado en todo el mundo, desde África, Europa, Asia, Australasia, América del Norte y América del Sur.  En Gran Bretaña se ha registrado en la naturaleza en el año 1778, principalmente en Inglaterra y en el sur de Irlanda, creciendo en terrenos cultivados, baldíos, en jardines, céspedes y junto a carreteras.

## Usos
Las hojas de esta planta son comestibles y tienen un sabor salado, a berro o a mostaza.